# Wata cukrowa

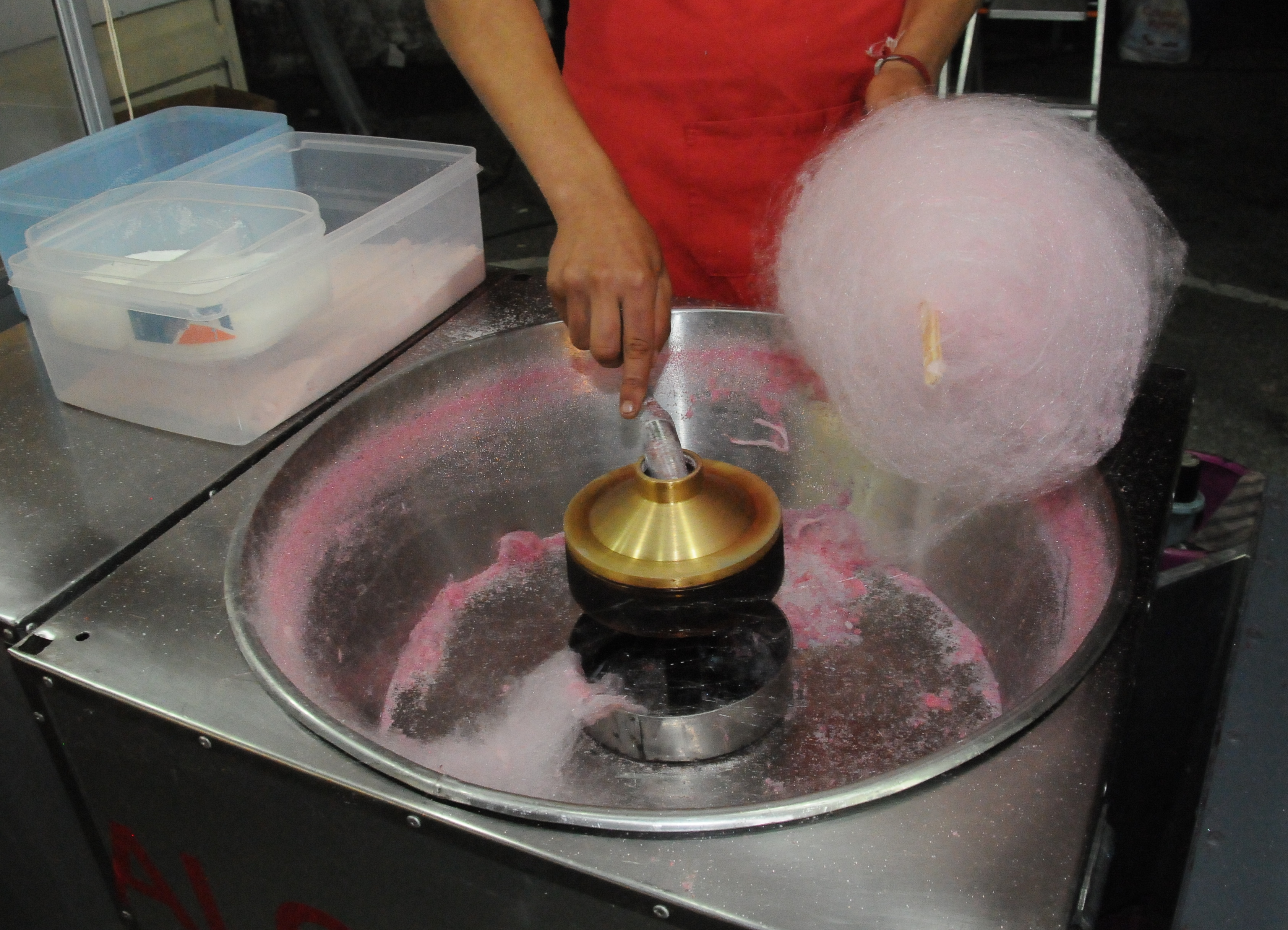
Produkcja waty cukrowej

Wata cukrowa – puszysty wyrób cukierniczy w formie przypominającej watę (stąd nazwa), składający się z lepkich, cukrowych nitek nawiniętych zazwyczaj na drewniany patyk. 
Wata cukrowa powstaje w przeznaczonej do jej wyrobu maszynie w wyniku topienia cukru i nagłego ostudzenia. Ostudzenie następuje w momencie wyrzucenia karmelu z bębna aluminiowego poprzez małe otwory. Dzięki ruchowi wirowemu powstają cienkie nitki, które nawijane są na drewniany patyczek. Watę cukrową można zabarwić, dodając wcześniej do cukru barwniki spożywcze.

## Historia
Maszyna do produkcji waty cukrowej skonstruowana została przez dentystę, Amerykanina Williama Morrisona (1860-1926) wspólnie  z producentem cukierków Johnem Whartonem.  Nazwana została  Fairy Floss, opatentowana w 1897 roku. Swoją watę nazywali oni „wróżką”. W 1904 roku obydwaj zadebiutowali ze swoim nowym produktem na Wystawie Światowej  w Saint Louis.
Thomas Patton rozpowszechnił na świecie sprzedaż tej słodyczy podczas cyrkowych występów.